# Mentuhotep III
Sanjkara Mentuhotep, o Mentuhotep III, faraón de la dinastía XI de Egipto que gobernó unos doce años, de c. 2010-1998 a. C., durante el denominado Imperio Medio de Egipto. 

## Biografía
Fue «el mayor de los hijos del rey» según reza una inscripción del mausoleo de su padre Mentuhotep II y sucedió en el trono a éste a edad avanzada, debido al prolongado reinado de su progenitor. Residió en Tebas, la capital del reino.
Heredó un país próspero y continuó con el amplio programa de construcciones de su predecesor, erigiendo templos para Amón y Montu, dioses locales que alcanzaron celebridad durante el primer periodo intermedio de Egipto.
Consolidó las fronteras del reino ordenando construir en la frontera nordeste de Egipto una serie de fortificaciones destinadas a proteger el valle del Nilo de las incursiones de los pueblos asiáticos.
Mentuhotep III organizó una expedición naval a la «Tierra de Punt» para obtener mercancías exóticas, que partió de la ciudad de Coptos con una escolta de 3.000 hombres armados. También envió expediciones a las minas de Uadi Hammamat, al mando de Henenu.
Comenzó a construir su tumba en el Deir el-Bahari, cerca de la tumba de su padre, pero nunca fue acabada. Probablemente fue enterrado en Tebas.

### Testimonios de su época
Edificaciones:
- Continuó las construcciones iniciadas en época de su padre en Tebas, El-Kab, Armant, Tod, y Elefantina.

El nombre del rey se encuentra inscrito en:
- El templo de Amón, en Tebas
- El edificio del templo de Montu, en Tod
- Rocas del Uadi Hammamat
- Como parte de una fórmula de ofrendas en una estatua adquirida en Jatana, UC15516 (Museo Petrie)

## Titulatura
| Titulatura | Jeroglífico | Transliteración (transcripción) - traducción - (referencias) |

| G5 |

| G5 |

| S29 | S34 | N16 · N16 · I9 |

| S29 | S34 | N16 · N16 · I9 |

| S29 | S34 | N16 · N16 · I9 |

| S29 | S34 | N16 · N16 · I9 |

| G5 |

| G5 |

| S29 | S34 | N16 · N16 · I9 |

| S29 | S34 | N16 · N16 · I9 |

| S29 | S34 | N16 · N16 · I9 |

| S29 | S34 | N16 · N16 · I9 |

| G16 |

| G16 |

| S29 | S34 | N16 · N16 · I9 |

| S29 | S34 | N16 · N16 · I9 |

| G16 |

| G16 |

| S29 | S34 | N16 · N16 · I9 |

| S29 | S34 | N16 · N16 · I9 |

| G8 |

| G8 |

| R4 | \| \| |
|    |       |

|  |

| R4 | \| \| |
|    |       |

|  |

| G8 |

| G8 |

| R4 | \| \| |
|    |       |

|  |

| R4 | \| \| |
|    |       |

|  |

| N5 | S29 | S34 | D28 |

| N5 | S29 | S34 | D28 |

| N5 | S29 | S34 | D28 |

| N5 | S29 | S34 | D28 |

| N5 | S29 | S34 | D28 |

| N5 | S29 | S34 | D28 |

| N5 | S29 | S34 | D28 |

| N5 | S29 | S34 | D28 |

| N5 | S29 | S34 | D28 |

| N5 | S29 | S34 | D28 |

| N5 | S29 | S34 | D28 |

| N5 | S29 | S34 | D28 |

| N5 | S29 | S34 | D28 |

| N5 | S29 | S34 | D28 |

| N5 | S29 | S34 | D28 |

| N5 | S29 | S34 | D28 |

| s | S34 | n · Aa1 | D28 | HASH |

| s | S34 | n · Aa1 | D28 | HASH |

| s | S34 | n · Aa1 | D28 | HASH |

| s | S34 | n · Aa1 | D28 | HASH |

| s | S34 | n · Aa1 | D28 | HASH |

| s | S34 | n · Aa1 | D28 | HASH |

| s | S34 | n · Aa1 | D28 | HASH |

| s | S34 | n · Aa1 | D28 | HASH |

| s | S34 | n · Aa1 | D28 | HASH |

| s | S34 | n · Aa1 | D28 | HASH |

| s | S34 | n · Aa1 | D28 | HASH |

| s | S34 | n · Aa1 | D28 | HASH |

| s | S34 | n · Aa1 | D28 | HASH |

| s | S34 | n · Aa1 | D28 | HASH |

| s | S34 | n · Aa1 | D28 | HASH |

| s | S34 | n · Aa1 | D28 | HASH |

| N5 | s | nfr | D28 |

| N5 | s | nfr | D28 |

| N5 | s | nfr | D28 |

| N5 | s | nfr | D28 |

| N5 | s | nfr | D28 |

| N5 | s | nfr | D28 |

| N5 | s | nfr | D28 |

| N5 | s | nfr | D28 |

| N5 | s | nfr | D28 |

| N5 | s | nfr | D28 |

| N5 | s | nfr | D28 |

| N5 | s | nfr | D28 |

| N5 | s | nfr | D28 |

| N5 | s | nfr | D28 |

| N5 | s | nfr | D28 |

| N5 | s | nfr | D28 |

| Y5 · n · V13 | w | R4 · t · p |

| Y5 · n · V13 | w | R4 · t · p |

| Y5 · n · V13 | w | R4 · t · p |

| Y5 · n · V13 | w | R4 · t · p |

| Y5 · n · V13 | w | R4 · t · p |

| Y5 · n · V13 | w | R4 · t · p |

| Y5 · n · V13 | w | R4 · t · p |

| Y5 · n · V13 | w | R4 · t · p |

| Y5 · n · V13 | w | R4 · t · p |

| Y5 · n · V13 | w | R4 · t · p |

| Y5 · n · V13 | w | R4 · t · p |

| Y5 · n · V13 | w | R4 · t · p |

| Y5 · n · V13 | w | R4 · t · p |

| Y5 · n · V13 | w | R4 · t · p |

| Y5 · n · V13 | w | R4 · t · p |

| Y5 · n · V13 | w | R4 · t · p |